# Kanton Les Échelles
Der Kanton Les Échelles war von 1860 bis 2015 ein französischer Wahlkreis im Département Savoie. Er umfasste elf Gemeinden und hatte seinen Hauptort in Les Échelles.

## Gemeinden
Der Kanton bestand aus elf Gemeinden:
| Gemeinde                 | Einwohner Jahr | Fläche km² | Bevölkerungsdichte | Code INSEE | Postleitzahl |
| ------------------------ | -------------- | ---------- | ------------------ | ---------- | ------------ |
| Attignat-Oncin           | 537 (2013)     | 18,46      | 29 Einw./km²       | 73022      | 73610        |
| La Bauche                | 523 (2013)     | 6,58       | 79 Einw./km²       | 73033      | 73360        |
| Corbel                   | 147 (2013)     | 10,31      | 14 Einw./km²       | 73092      | 73160        |
| Entremont-le-Vieux       | 653 (2013)     | 33,01      | 20 Einw./km²       | 73107      | 73670        |
| Les Échelles             | 1.186 (2013)   | 3,75       | 316 Einw./km²      | 73105      | 73360        |
| Saint-Christophe         | 518 (2013)     | 11,01      | 47 Einw./km²       | 73229      | 73360        |
| Saint-Franc              | 147 (2013)     | 7,25       | 20 Einw./km²       | 73233      | 73360        |
| Saint-Jean-de-Couz       | 259 (2013)     | 7,71       | 34 Einw./km²       | 73246      | 73160        |
| Saint-Pierre-d’Entremont | 417 (2013)     | 18,36      | 23 Einw./km²       | 73274      | 73670        |
| Saint-Pierre-de-Genebroz | 349 (2013)     | 6,14       | 57 Einw./km²       | 73275      | 73360        |
| Saint-Thibaud-de-Couz    | 1.030 (2013)   | 24,17      | 43 Einw./km²       | 73282      | 73160        |